# Натарук
Натарук — место археологических раскопок в округе Туркана, Кения, где были найдены останки 27 человек, погибших примерно 10 000 лет назад. Находка считается одним из самых ранних свидетельств межобщинного насилия и военных действий в доисторическое время.

## Находки
Раскопки возле озера Туркана проходили в 2012 году как часть проекта IN-AFRICA, под руководством британского археолога Марты Миразон Лар. В ходе раскопок на достаточном большом пространстве (примерно 200 на 100 метров) были обнаружены многочисленные человеческие останки (по примерным оценкам, 27 человек). Исследование костей показало наличие многочисленных травм, что привело археологов к выводу о насильственной смерти этих людей. Характерными были травмы, интерпретируемые как след от удара дубиной или каменным топором, кроме того, в костях двух мужчин застряли каменные наконечники от стрел или дротиков.По мнению проводивших раскопки археологов, озвученному в подготовленной Мартой Миразон Лар статье, останки не показывают следов намеренного захоронения, что, в совокупности со следами насилия, заставляет предполагать, что в доисторическом Натаруке произошло массовое избиение (бой либо казнь захваченных ранее людей). Среди найденных останков представлены практически все возрастные и половые группы, мужчины и женщины, от примерно 3-х летнего ребенка до пожилого мужчины возрастом не моложе 45 лет. Одна из погибших женщин находилась на последних месяцах беременности. Позиция, в которой были найдены некоторые останки, заставляет предполагать, что люди были связаны перед смертью (либо после).

## Интерпретация
В опубликованных результатах раскопок Натарук трактуется как место кровавого столкновения между двумя враждующими общинами охотников-собирателей, либо как место казни захваченных в раннем подобном столкновении. Установить идентичность убийц и причины насилия практически невозможно, но ученые все же предполагают, что связь между климатическими изменениями, происходившими в регионе примерно в это время и гибелью людей, есть. Подобные изменения могли вызвать нехватку природных ресурсов (прежде всего, дичи) и обострить конкуренцию между первобытными коллективами за контроль над оставшимися богатыми дичью участками — к которым относилось и побережье озера Туркана.

## Критика
Вскоре после обнародования результатов раскопок и их интерпретации в журнале Nature была опубликована статья археолога Кристофа Стояновского, который поставил под сомнение многие выводы Марты Миразон Лар и её коллег. В частности, он предполагал, что намеренное захоронение все же имело место, а также, что некоторые повреждения, интерпретируемые Мартой Миразон Лар, как повлекшие смерть травмы, на деле появились уже после смерти. Подобная критика, однако, не объясняет происхождения каменных наконечников, застрявших в костях.

## См.также
Джебель-Сахаба